# ديتر دنجلر

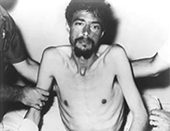
ديتر بعد إنقاذه

ديتر دنجلر هو طيار وكان طيار في البحرية أمريكية ولد في 22 مايو 1938 وتوفي في 7 فبراير 2001
وقد تم أسره من قبل الفيتناميين ..وقد حاول الهرب أكثر من مرة وكان يفشل ويتم تعذيبه ..
وكان واحدا من اثنين من الناجين (الآخر Pisidhi Indradat) ، من أصل سبعة ،واستطاع الفرار من سجن معسكر Pathet وتم انقاذه بعد 23 يوما من الهرب
وقد تم تحويل هذه القصة الغريبة إلى فيلم اسمه Rescue Dawn من إخراج فرنر هرتزوغ وقد كان الممثل المشهور كريستيان بيل يقوم بدور دنجلر.

## روابط خارجية
- ديتر دنجلر على موقع IMDb (الإنجليزية)
- ديتر دنجلر على موقع ألو سيني (الفرنسية)
- ديتر دنجلر على موقع أول موفي (الإنجليزية)
- ديتر دنجلر على موقع كينوبويسك (الروسية)